# Tranieri-Nacktsohlenrennmaus
Die Tranieri-Nacktsohlenrennmaus (Taterillus tranieri) ist ein Nagetier in der Unterfamilie der Rennmäuse, das in Westafrika vorkommt.

## Merkmale
Mit einer Kopfrumpflänge von 11,1 bis 13,4 cm, einer Schwanzlänge von 15 bis 18 cm und einem Gewicht von 40 bis 54 g ist die Art eine mittelgroße Rennmaus. Sie hat 3,0 bis 3,3 cm lange Hinterfüße und 1,9 bis 2,1 cm große Ohren. Das hellbraune bis rotbraune Fell der Oberseite ist durch eine scharfe Grenze vom weißen Fell der Unterseite getrennt. An den Augen und Ohren kommen weiße Flecken vor. Bei der Tranieri-Nacktsohlenrennmaus sind nicht nur die Sohlen, sondern die gesamten Hinterfüße nackt. An der Spitze des gut behaarten Schwanzes bilden längere dunkle Haare eine Quaste. Weibchen besitzen vier Paar Zitzen.

## Verbreitung und Lebensweise
Das Verbreitungsgebiet der Art liegt im Südosten Mauretaniens und in angrenzenden Bereichen Malis. Es befindet sich in der Sahelzone zwischen der Sahara und Landwirtschaftsflächen. Der typische Bewuchs sind Gräser und dornige Sträucher.
Vermutlich ist die Tranieri-Nacktsohlenrennmaus wie andere Rennmäuse nachtaktiv und bodenbewohnend.

## Gefährdung und Schutz
Für den Bestand sind keine Bedrohungen bekannt. Die Art wird von der IUCN als nicht gefährdet (Least Concern) gelistet.